# Més per Mallorca
Més per Mallorca (em catalão e oficialmente; em castelhano: Más por Mallorca) é uma coligação política da Espanha, de âmbito regional da ilha de Maiorca, nas Ilhas Baleares. Foi fundada em 2010, com o nome de PSM-Iniciativa-Verds, e era integrada pelo Partit Socialista de Mallorca, Entesa per Mallorca, e Iniciativa Verds. Em 2 de fevereiro de 2013, assumiu sua denominação atual. Em 29 de novembro de 2019, Antoni Noguera foi eleito coordenador geral da coligação.
Em 2 de junho de 2021, anunciou que deixaria de ser uma coligação partidária para constituir-se como partido político.